# Argyronome ussurica
Argyronome ussurica är en fjärilsart som beskrevs av Kardakoff 1928. Argyronome ussurica ingår i släktet Argyronome och familjen praktfjärilar. Inga underarter finns listade i Catalogue of Life.